# Ricarda Terschak
Ricarda Maria Terschak (* 18. Dezember 1929 in Hermannstadt; † 30. September 2012 ebenda) war eine rumäniendeutsche Schriftstellerin.

## Leben und Beruf
Terschak war – anders als die Mehrheit der überwiegend evangelischen Siebenbürger Sachsen – katholischen Glaubens. Sie besuchte die Klosterschule der Ursulinen und Lyzeen in ihrer Heimatstadt und in Kronstadt. Die Hochschulreife erwarb sie in Temeswar. 1948 trat sie dort trotz der Drangsal, der viele Ordensschwestern zu jener Zeit ausgesetzt waren, unter dem Namen „Benedicta“ in den Orden der Benediktinerinnen ein. Nachdem noch im gleichen Jahr fast alle rumänischen Klöster geschlossen worden waren und Terschak die Gemeinschaft der Schwestern von St. Lioba in Temeschwar verlassen hatte, arbeitete sie von 1949 bis 1951 als Hilfslehrerin in Heltau und studierte anschließend Psychologie und Pädagogik in Bukarest. Das Studium gab sie aber bereits nach zwei Semestern wieder auf. Bis 1973 arbeitete Terschak als Zeichnerin im Hermannstädter Brukenthal-Museum und ab 1975 als Ergo- und Kunsttherapeutin an einer neuropsychiatrischen Klinik. 1992 kehrte sie nach Temeschwar zurück, wo sie bis 1997 Theologie studierte. Trotz ihres fortgeschrittenen Alters unterrichtete sie seit 2000 an der neu gegründeten „Fachschule ‚Friedrich Müller‘ für Heilerziehungs- und Altenpflege“ in Hermannstadt.
Zeit ihres Lebens zeigte Terschak, die von ihrer Umgebung Mimo („Tante“) genannt wurde, starke Fürsorge für Waise, Behinderte und Kranke. 13 Jahre lebte sie mit dem aus Czernowitz stammenden, 1978 verstorbenen Schriftsteller Paul Dragoș Vacariuc zusammen.
Ricarda Terschak fand ihre letzte Ruhe auf dem Zentralfriedhof in Hermannstadt.
Terschaks Großvater war der in Prag geborene Komponist Adolf Terschak (1832–1901).

## Künstlerisches Schaffen
Seit den 1970er Jahren veröffentlichte Terschak Kinder- und Jugendbücher. Ihre Werke tragen oft autobiografische Züge. So schildert sie in ihrem ersten Kinderbuch, Drei Kinder und ein Dackel (1. Auflage 1974), die Lebensgeschichte von drei Waisenkindern, deren Erziehung sie übernommen hatte. Die Darstellung ist von innerer Wahrhaftigkeit und einer verantwortungsbewussten und ethisch-moralischen Haltung geprägt. In Brennende Schwalbe (1985) verarbeitet sie Erlebnisse der Kriegs- und Nachkriegszeit. Der damals 15-Jährigen drohte wie allen siebenbürgisch-sächsischen Frauen ihres Alters die Deportation zur Zwangsarbeit in die Sowjetunion, der sie nur durch Verstecken entkam. Einen anderen Hintergrund bietet die Erzählung Die Zauberin Uhle (1. Auflage 1980), in der ein Albinomädchen durch äußeren Zwang und Gewalt in eine ihm fremde Identität gedrängt wird und sich in eine irreal erscheinende Welt flüchtet. Terschak sieht darin ein „Zeitzeugnis“, weil die „Angstspirale“, in der sich die Protagonistin befindet, viele Menschen im sozialistischen Rumänien erfahren hätten. Terschak beschäftigte sich auch mit historischen Stoffen, etwa dem Sachsengrafen Johann Sachs von Harteneck (auch bekannt als Johannes Zabanius; 1664–1703), was allerdings nicht in ein literarisches Werk mündete.
Terschak verfasste mit Der Hexenmeister Julius auch ein Bühnenstück, das am 7. Oktober 1983 am Deutschen Staatstheater Temeswar uraufgeführt wurde. Von der Kritik in Gestalt Horst Samsons wurde das Märchen wenig wohlwollend aufgenommen: Es sei weder fantasievoll noch spannend. Dennoch erlebte die Inszenierung 15 Aufführungen.
Zuletzt arbeitete Terschak an einer rumänischen Übersetzung der Werke Edith Steins. Terschak wirkte auch als Buchillustratorin und zeitweilig als Organistin an der katholischen Stadtpfarrkirche ihrer Heimatstadt.

## Auszeichnungen
- 1979: Preis des Rumänischen Schriftstellerverbands für: Verzeihen Sie, brauchen Sie dieses Bett?
- 2004: Preis des Rumänischen Schriftstellerverbands Hermannstadt für: Bootzi, ein Junge von elf Jahren

## Werke (Auswahl)
- Der Meteorit mit dem Edelstein. Ion-Creangă-Verlag, Bukarest 1976
- Drei Kinder und ein Dackel. 2. Auflage. Kriterion-Verlag, Bukarest 1977
- Verzeihen Sie, brauchen Sie dieses Bett? Albatros-Verlag, Bukarest 1979
- Die Zauberin Uhle. 2. Auflage, Ion-Creangă-Verlag, Bukarest 1984
- Brennende Schwalbe. Kriterion-Verlag, Bukarest 1985
- Elmolin. Ion-Creangă-Verlag, Bukarest 1985 (St.-Benno-Verlag, Leipzig 1990, ISBN 3-7462-0394-5)
- Bootzi, ein Junge von elf Jahren. Hora-Verlag, Hermannstadt 2004, ISBN 973-8226-29-5